# Michael Wilton

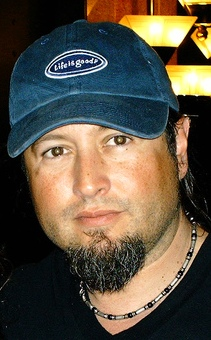
Michael Wilton

Michael Wilton, också känd som The Whip, född 23 februari 1962 i San Francisco, är en amerikansk gitarrist och medlem i det progressiva metalbandet Queensrÿche.
Är gift sedan många år tillbaka med Kerrie Lynn och tillsammans har de barnen Kiriana och Jazz.
Är även medlem i gruppen Soulbender.